# Making a Good Thing Better
Making a Good Thing Better è un album in studio della cantante australiana Olivia Newton-John, pubblicato nel 1977.

## Tracce
Side 1
1. Making a Good Thing Better
2. Slow Dancing
3. Ring of Fire
4. Coolin' Down
5. Don't Cry for Me Argentina

Side 2
1. Sad Songs
2. You Won't See Me Cry
3. So Easy to Begin
4. I Think I'll Say Goodbye
5. Don't Ask a Friend
6. If Love Is Real